# František Porcal
František Porcal (6. září 1910 Slap, Chuchelna – 26. prosince 1974) byl šperkař a zlatník.

## Život
František Porcal se narodil 6. září 1910 v obci Slap u Semil. V letech 1925–1929 studoval na Státní odborné škole šperkařské v Turnově. Poté pracoval jako zlatník a úzce spolupracoval s Milošem Beranem. Před válkou byl aktivním členem "Spolku absolventů státní odborné školy v Turnově se sídlem v Praze", založeného 16. dubna 1929 v Národním domě na Vinohradech. Členové spolku se scházeli po celou dobu jeho trvání velice pravidelně i během okupace, podnikali četné exkurze do muzeí za účelem inspirace, společně navštěvovali výrobní závody i mimo Prahu a také organizovali společné výstavy svých prací. Od jeho vzniku až do konce II. světové války zůstal jeho předsedou známý pražský klenotník a autor učebnic technologie pro zlatníky a klenotníky Jaroslav Kůs. Spolek zanikl výmazem z katastru spolků 22. listopadu 1951, když členové rozhodli, že nechtějí být začleněni pod ROH.
Po zestátnění soukromých dílen byl od roku 1950 zaměstnán v Ústředí lidové umělecké tvořivosti (ÚLUV) a od roku 1953 v klenotnickém ateliéru Ústředí uměleckých řemesel.
Podílel se na Světových výstavách v Bruselu (1958) a Montréalu (1967) a roku 1968 mu Ministerstvo kultury udělilo titul Mistr uměleckých řemesel.

## Dílo
Porcalův výtvarný cit i řemeslná zručnost mu pomáhaly při provedení tvůrčích představ jiných umělců, např. Jana Kotíka. Jeho vlastní šperky se vyznačují zejména nekonvenčním využitím českého granátu. Snahy o modernizaci šperků s českými granáty vykazují i ukázky Porcalových broží s perletí a střízlivými geometrickými tvary, zveřejněné v roce 1953 v časopisu Tvar. Ve sbírce Uměleckoprůmyslového musea v Praze je Porcalův lyricky laděný zlatý závěs ve tvaru oválu zdobený granátovými kuličkami a stylizovanými lipovými lístky (UPM Praha, inv. č. 51637).
Porcal se podílel i na větších zlatnických pracích a na restaurování nebo zhotovení kopií zlatnických památek. Svou tvorbou přispěl k udržení umělecké úrovně českého granátového šperku v poválečném Československu.

### Výstavy
- 1959 Soubor vybraných uměleckořemeslných výrobků, Berlín[7]
- 1968 Kov a šperk, Galerie na Betlémském náměstí, Praha